# Слатина-Тимиш
Слатина-Тимиш (рум. Slatina-Timiş) насеље је у Румунији у округу Караш-Северин у општини Слатина-Тимиш. Oпштина се налази на надморској висини од 338 m.

## Прошлост
Аустријски царски ревизор Ерлер је 1774. године констатовао да место припада Тамишком округу, Карансебешког дистрикта. Место има милитарски статус, ту је поштанска станица а становништво је претежно влашко. У месту је била православна парохија, која припада Карансебешком протопрезвирату. Ту службује 1824. године поп Димитрије Богојевић.

## Становништво
Према подацима из 2002. године у насељу је живело 3159 становника.

### Попис2002.
| Расподела становништва по националности 2002.‍ | Расподела становништва по националности 2002.‍ | Расподела становништва по националности 2002.‍ | Расподела становништва по националности 2002.‍ | Расподела становништва по националности 2002.‍ |
| --------------------------------------------- | --------------------------------------------- | --------------------------------------------- | --------------------------------------------- | --------------------------------------------- |
|                                               |                                               |                                               |                                               |                                               |
| Румуни                                        | Румуни                                        |                                               | 3.066                                         | 97,1%                                         |
| Мађари                                        | Мађари                                        |                                               | 3                                             | 0,1%                                          |
| Украјинци                                     | Украјинци                                     |                                               | 12                                            | 0,4%                                          |
| Немци                                         | Немци                                         |                                               | 76                                            | 2,4%                                          |

### Хронологија
| Година       | 1992 | 1993 | 1994 | 1995 | 1996 | 1997 | 1998 | 1999 | 2000 | 2001 | 2002 | 2003 | 2004 | 2005 | 2006 | 2007 | 2008 | 2009 | 2010 | 2011 | 2012 | 2013 | 2014 | 2015 | 2016 | 2017 |
| ------------ | ---- | ---- | ---- | ---- | ---- | ---- | ---- | ---- | ---- | ---- | ---- | ---- | ---- | ---- | ---- | ---- | ---- | ---- | ---- | ---- | ---- | ---- | ---- | ---- | ---- | ---- |
| Становништво | 3605 | 3547 | 3507 | 3438 | 3430 | 3417 | 3386 | 3371 | 3363 | 3351 | 3315 | 3273 | 3267 | 3241 | 3214 | 3187 | 3173 | 3141 | 3140 | 3111 | 3100 | 3075 | 3057 | 3021 | 3004 | 2975 |